# Mogens Jensen

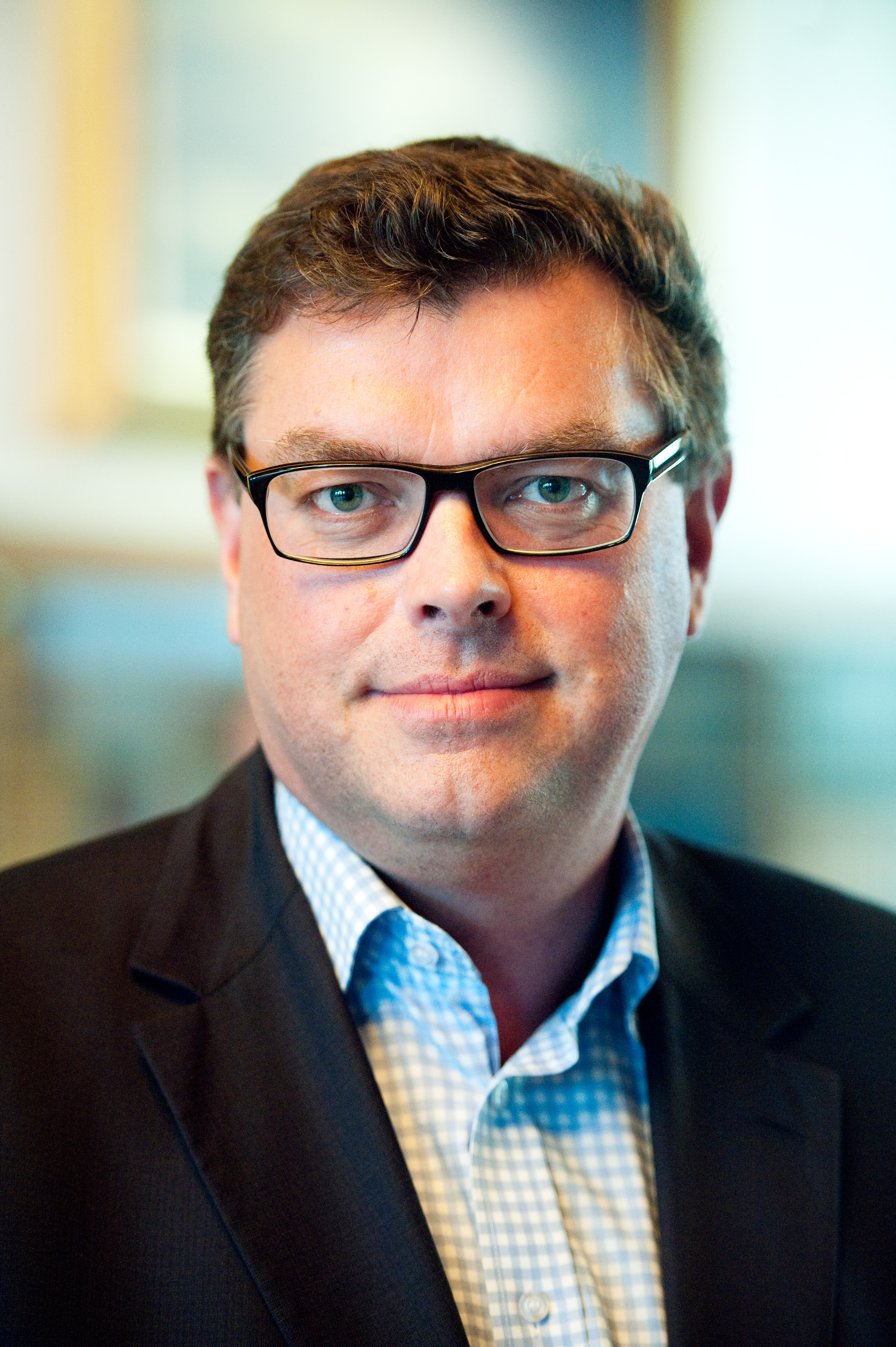
Mogens Jensen, 2010

Mogens Jensen (* 31. Oktober 1963 in Nykøbing Mors) ist ein dänischer Politiker der Socialdemokraterne. Von Februar 2014 bis Juni 2015 war er der Handels- und Entwicklungsminister seines Landes und von Juni 2019 bis November 2020 Minister für Lebensmittel, Fischerei, Gleichstellung und nordische Zusammenarbeit.

## Leben
Jensen arbeitete von 1987 bis 2005 als Berater beim Gewerkschaftsbund Landsorganisationen i Danmark (LO). In den 1990er-Jahren trat er in Radio- und Fernsehsendungen als Imitator des damaligen Ministerpräsidenten Poul Nyrup Rasmussen auf. Im Februar 2005 wurde er erstmals in das dänische Parlament, das Folketing, gewählt und er vertrat dort zunächst den Wahlkreis Ringkøbing. Im Jahr 2007 wechselte er in den Kreis Herning-Süd. Von 2011 bis 2012 war er Fraktionsvorsitzender seiner Partei im Folketing. 2012 wurde er zum stellvertretenden Vorsitzenden der Sozialdemokraten gewählt.
Am 3. Februar 2014 wurde Mogens Jensen zum Minister für Handel und Entwicklungszusammenarbeit in der neu gebildeten Regierung Thorning-Schmidt ernannt. Das Amt hatte er bis zum 28. Juni 2015 inne, da die Regierung bei der Wahl 2015 ihre Mehrheit verlor. Jensen kehrte daraufhin als Abgeordneter ins Parlament zurück, wo er stellvertretender Vorsitzender des Rechtsausschusses wurde. Am 27. Juni 2019 wurde er zum Minister für Lebensmittel, Fischerei, Gleichstellung und nordische Zusammenarbeit in der Regierung Frederiksen I ernannt.
Während der COVID-19-Pandemie stand er im November 2020 hinter einer Ankündigung, dass sämtliche Nerze im Land getötet werden müssten, da zuvor auf Nerzfarmen Mutationen von Sars-CoV-2 festgestellt worden waren. Später räumte Jensen ein, dass ihm bei der Verkündung bewusst war, dass die Gesetze zu diesem Zeitpunkt nicht ausreichten, um auch alle gesunden Nerze zu töten. Er gab schließlich am 18. November 2020 seinen Rücktritt bekannt.